# Хасеке (провінція)
Провінція Хасеке (араб. مُحافظة الحسكة‎‎) — одна з 14 провінцій Сирії. Розташована в північно-східній частині країни. Поділяється на 4 райони.
- Адміністративний центр — Хасеке.
- Площа — 23 334 км² (3-є)
- Населення — 1 512 000 ос. (6-е)
- Найбільші міста — Камишли, Хасеке, Амуда, Рас-аль-Айн, Дерик.

## Населення
Населення мухафази Хасеке за національним складом переважно представляють: курди, ассирійці/сирійці, араби та вірмени.
Дані про чисельність населення наведені згідно з офіційним переписом 2004:
| Місто       | Арабська назва | Населення | Провінція   |
| ----------- | -------------- | --------- | ----------- |
| Хасеке      | الحسكة ‎        | 188160    | Аль-Хасака  |
| Камишли     | القامشلي       | 184231    | Камишли     |
| Рас-аль-Айн | رأس العين      | 29347     | Рас-аль-Айн |
| Амуда       | عامودا         | 28821     | Камишли     |
| Дерик       | المالكية       | 26311     | Дерик       |
| Кахтаніях   | القحطانية      | 16946     | Камишли     |

## Адміністративний поділ
Мухафаза поділена на 4 райони:
1. Хасеке
2. Дерик
3. Камишли
4. Рас-аль-Айн